# (21663) Banat
Banat (asteroide 21663) es un asteroide del cinturón principal, a 2,6372924 UA. Posee una excentricidad de 0,1366212 y un período orbital de 1 949,96 días (5,34 años).
Banat tiene una velocidad orbital media de 17,04175444 km/s y una inclinación de 9,2827º.